# والتر هوبان
والتر هوبان (بالإنجليزية: Walter Hoban)‏ هو فنان قصص مصورة ورسام كارتون أمريكي، ولد في 1890 في فيلادلفيا في الولايات المتحدة، وتوفي في 22 نوفمبر 1939.